# 29080 Astrocourier
29080 Astrocourier è un asteroide della fascia principale. Scoperto nel 1978, presenta un'orbita caratterizzata da un semiasse maggiore pari a 3,1551745 UA e da un'eccentricità di 0,1824318, inclinata di 18,13367° rispetto all'eclittica.